# كيميائيات نباتية

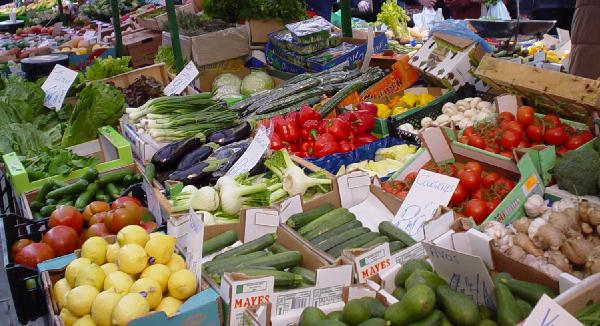
تحتوي الخضروات على فيتوكيميكال.

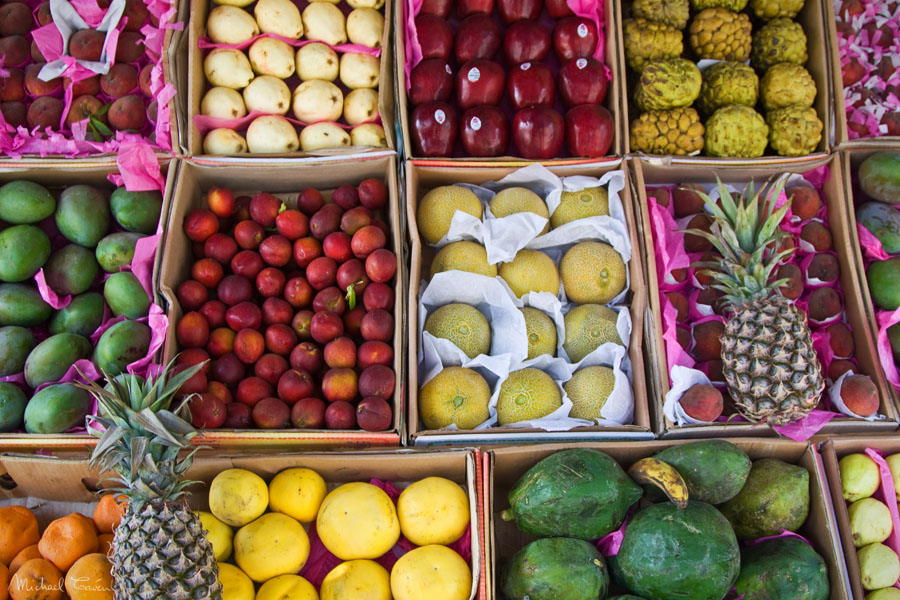
فواكه متنوعة تحتوي على فيتوكيميكال.

فيتوكيميكال (بالإنجليزية:Phytochemicals) أو مواد نباتية ثانوية هي مركبات كيميائية توجد طبيعيا في مختلف الخضروات والفاكهة («فيتو» تعني باليونانية «نبات») وهي مسؤولة عن لون ورائحة ونكهة النبات، ولها فوائد في التغذية. يكفي القليل منها لكي يحظى الإنسان بصحة طيبة إذا ماحافظ على تناول خضروات وفاكهة طازجة. توجد تلك المواد في الطماطم والقرنبيط والكرنب والثوم والبصل والفلفل الأحمر والأصفر والأخضر وفي الخرشوف والاسفناخ وغيرها من الخضروات، كما توجد في الفراولة وأنواع التوت المختلفة والمشمش والتفاح والموز والخوخ وغيرها. تستخدم هذا المصطلح أيضا للتعبير عن المركبات الكيميائية الطبيعية  التي يكون لها تأثير طيب على الصحة مثل مضادات الأكسدة. من فوائد تلك الكيماويات الطبيعية أن لها تأثير طيب في منع بعض الأمراض الخبيثة مثل السرطان والسكتة الدماغية أو تمنع المتلازمة الأيضية.

## الفيتوكيميكال كمواد غذائية
من أول من استخدم المواد النباتية في العلاج كان هيبوقراط اليوناني القديم حيث كان يصف أوراق شجرة الصفصاف كعلاج ضد الحمى وارتفاع درجة الحرارة. وتحتوي أوراق الصفصاف على مادة سالسين التي تعمل على خفض الحرارة العالية للإنسان، كما أنها تخفض من وجع الآلام. وفي عصرنا الحديث نصنع هذا المستخرج صناعيا ويباع في الأسواق في هيئة أقراص أسبرين.
وتبين الدراسات الطبية أن الكيماويات النباتية الطبيعية (فيتوكيميكال) الموجودة في الخضروات والفاكهة تقلل من احتمال الإصابة بأمراض مثل السرطان والسكتة الدماغية، وتنصح وزارة التغذية والعقاقير الأمريكية FDA بتناول الخضروات والفاكهة للحصول على تلك المواد المفيدة للجسم بطريقة طبيعية.
المواد النباتية هي المسؤولة عن اللون ورائحة ونكهة الخضار والفاكهة، ولنتذكر الثوم ورائحته والفلفل الأحمر والأخضر والأصفر والطماطم والجزر والمشمش والفراولة والخوخ والتفاح وغيرها، تتميز بألوان مختلفة وروائح مختلفة وطعم مختلف، ذلك لما فيها من مختلف الفيتوكيميكال. بعض الخضروات والفاكهة يحتوي مثلا على السيلينيوم ومنها ما يحتوي على اليود الذي يدخل في هرمونات الغدة الدرقية، ومنها ما يقوي المناعة ضد الأمراض لدى الإنسان.
تعتبر الكيميائيات النباتية من المغذيات الهامة، فهي تعمل كعامل مساعد للهرمونات cofactor كما أن لبعضها مفعول مضاد أكسدة 
في الجسم.

## أنواع الكيميائيات النباتية
من الكيميئيات النباتية مادة الليكوبين الموجودة بكثرة في الطماطم - وهي المادة التي تعطي ثمرة الطماطم لونها الأحمر - وهي صحية للغاية، كما توجد مركزة أيضا في المطبوخ منها ويسهل للجسم الاستفادة منها. تشير بعض البحوث الطبية إلى أن الليكوبين قد يمنع الإصابة بسرطان البروستاتا.
الجدول التالي يعطي أنواع الفيتوكيميكال (المواد النباتية الثانوية)، ومصادر وجودها:
| العائلة                   | المصادر                                           | الاستفادة المحتملة |
| ------------------------- | ------------------------------------------------- | --- |
| فلافونويد                 | أنواع التوت، أعشاب، خضروات، كروم، موالح، شاي      | مضاد أكسدة، أكسدة بروتين شحمي، منع تصلب الشرايين، ومنع مرض القلب                                                           |
| إيسوفلافون (فيتوإستروجين) | صويا، red clover]], kudzu root]]                  | مضاد أكسدة، أكسدة بروتين شحمي، منع تصلب الشرايين، ومنع مرض القلب، يخفف من أوجاع الدورة النسائية، يبدو أنه يمنع مرض السرطان |
| ايسوثيوسيانات             | الكرنب، القرنبيط، وبروكولي                        | منع السرطان |
| مونوتربين                 | قشرة الموالح، الزيوت، أعشاب، توابل، خضروات خضراء، | يجنب الإصابة بالسرطان، علاج حصاة كلوية                                                                                     |
| مواد عضوية كبريتية        | كراث، الثوم، بصل                                  | يجنب السرطان، يخفض الكولسرول، يدعم جهاز المناعة                                                                            |
| صابونين                   | بقوليات، حبوب، أعشاب                              | مضاد أكسدة، يقي من السرطان، يخفض درجة الحرارة.                                                                             |
| كابساسينويد               | الشطة                                             | يخفف الآلام، يجنب السرطان، استماتة الخلايا السرطانية.                                                                      |

## قرائات مفضلة
- دليل تغذية المرضى في المستشفيات، الدكتور جلال المخللاتي - جامعة لندن، 1997، ط1، تصنيف الكونغرس RM216.M84.1997
- Curley, S., and Mark (1990). The Natural Guide to Good Health, Lafayette, Louisiana, Supreme Publishing
- Galdston, I. (1960). Human Nutrition Historic and Scientific. New York: International Universities Press.

## وصلات خارجية

### مواقع صحة وتغذية
- موقع صحة - صفحة التغذية

### مراكز وجمعيات تغذية
- موقع المركز العربي للتغذية في البحرين البحرين المركز العربي للتغذية
- المعهد القومى للتغذية في مصر مصر
- الجمعية الأسترالية للتغذية  أستراليا
- الجمعية الأمريكية للتغذية  the United States
- الجمعية البريطانية للتغذية العلاجية  بريطانيا
- المؤسسة البريطانية للتغذية  بريطانيا
- جمعية التغذية البريطانية   بريطانيا
- الجمعية الأمريكية للتغذية العلاجية  the United States
- إدارة الاغذيه والعقاقير
- مركز البحرين للدراسات والبحوث  نسخة محفوظة 12 فبراير 2006 على موقع واي باك مشين. البحرين

### مجلات تغذية
- المجلة الأمريكية للتغذية السريرية
- مجلة التغذية Nutrition Journal
- UC Vegetable & Research Information Center
- Indian Vegetables
- (بالفرنسية) Nutrition et Personnes âgées
- (بالفرنسية) http://www.supernutrition.fr.
- (بالفرنسية) Union Professionnelle des diplômés en Diététique de Langue Française
- (بالفرنسية) wikibooks Régime et gastronomie
  - (بالفرنسية) en France (PowerPoint
- (بالفرنسية) cours e-learning de la FAO
- (بالفرنسية) Base de donnée AFSSA/CIQUAL